# アレンタウン (ペンシルベニア州)
アレンタウン（英: Allentown）は、アメリカ合衆国ペンシルベニア州東部に位置する都市。リーハイ郡の郡庁所在地である。人口は12万5845人（2020年）で、フィラデルフィア、ピッツバーグに次ぐ州第3の都市である。市はリーハイ川に沿っており、隣接するベスレヘムとイーストン各市とともに、ペンシルベニア州東部とニュージャージー州西部におよぶリーハイ・バレーと呼ばれる都市圏を構成する。リーハイ・バレー全体での人口は86万8889人（2020年）を数える。フィラデルフィアの北95km、ニューヨーク市の西145kmに位置する。
人気の高いアミューズメントパーク「ドーニーパーク&ワイルドウォーター・キングダム」が近くにある。また4年制カレッジのシーダー・クレスト・カレッジとミュレンバーグ・カレッジが市内にある。

## 歴史

### 設立
今日のアレンタウン市となった地域が最初に開拓されたのは1735年であり、その後1762年にウィリアム・アレンによってノーザンプトン町として整理された。アレンは富裕な海運商であり、ペンシルベニア植民地の判事で元フィラデルフィア市長であった。町が造られた土地は、1735年にアレンがウィリアム・ペンの息子から購入した5,000エーカー (20 km2)の一部であった。アレンはノーザンプトン町がイーストンに替わってノーザンプトン郡の郡庁所在地となることを期待し、またリーハイ川に沿っておりフィラデルフィアに近いことから地域の商業中心にしたいと思った。アレンは息子のジェイムズに資産を譲り、1770年、ジェイムズは父親の狩猟用の小屋がある場所の近くにトラウト・ホールと呼ばれる夏の住み家を建てた。
1811年3月18日、この町は正式にボロ（borough）になった。1812年3月6日、ノーザンプトン郡の西半分がリーハイ郡となり、ノーザンプトン町が郡庁所在地に選ばれた。1833年4月16日に町名を正式にアレンタウンに変えた。この名前は既に長い間そういう通称とはなっていた。1867年3月12日に市制を布いた。

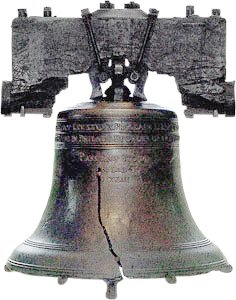
自由の鐘は1777年9月24日から1778年6月まで、アレンタウンのオールド・シオン改革派教会の地下室に隠されていた。

### 自由の鐘
アレンタウンはアメリカ独立戦争の時に「自由の鐘」（当時はペンシルベニア植民地議会議事堂の鐘と呼ばれた）をイギリス軍の目からうまく隠しおおせた場所として歴史的な意義がある町である。1777年9月11日、ブランディワインの戦いでジョージ・ワシントン軍が敗北を喫し、革命政府の首都であったフィラデルフィア市は無防備な状態となったので、避けられないイギリス軍の攻撃に対する準備を行った。ペンシルベニア植民地最高執行委員会は、市内にある11の鐘を降ろして市内から運び出し、イギリス軍に取られないようにするよう命令を出した。この鐘には植民地議会議事堂、クライスト・チャーチ、セントピーターズ・チャーチなどの鐘が含まれていた。イギリス軍が鐘を捕獲すると溶解して大砲に鋳直す怖れがあった。これらの鐘は北のノーザンプトン町まで運ばれ、現在のアレンタウン市中心にあるオールド・シオン改革派教会の地下室に隠された。今日、教会地下室の聖体が自由の鐘の隠されていたまさにその場所を示している。それは自由の鐘の実物大公式レプリカであり、横腹には独立当時の13星国旗が巻かれている。

### アメリカ産業革命の発祥の地
1830年代以前のアレンタウンは地域市場のみの小さな町だった。しかし、リーハイ運河が開通して町の商業と工業の能力を大きく高めた。このことで、大きな産業化の波が訪れ、国内でも最大の重工業と製造業の中心地の一つになった。アレンタウンは隣接するベスレヘムほど大きくはなかったが、地元の製鉄業で多くの雇用を生み出した。リーハイ・バレー鉄道などの鉄道が原材料と製品の輸送に重要となり、これも当時の大きな雇用元となった。この地域の急速な経済成長の期間は1873年恐慌と長期不況という2つのできごとで止まった。
製鉄業と鉄道産業に加えて、ビールの醸造でも強い伝統があり、ホーラカー・ブリュワリー（1897年設立、1978年閉鎖）、ノイバイラー・ブリュワリー（1875年設立、1968年閉鎖）などの幾つかの著名な醸造所があった。これらの醸造所はギネスに売却された。

### 20世紀初期から現在

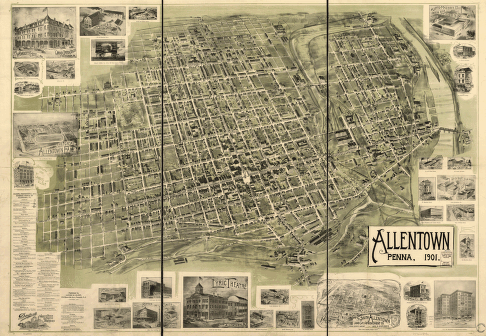
1901年のアレンタウン鳥瞰

20世紀初期の経済回復は絹など繊維産業でもたらされた。アデレード・シルク・ミルは当時の世界でも最大級のものだったが、1881年に開業した。1928年までにリーハイ・バレーには140の絹と繊維の工場があり、地域でも2番目の製造業になった。1930年代までに、合成繊維が絹に取って代わり、絹製造は世界的に減少した。アレンタウンで最後まで残っていたカトワール・シルク・ミルも1989年に閉鎖した。1905年、マック・トラックスがアレンタウンに移転してきて、重工業の中心的存在になった。今日のアレンタウン経済はペンシルベニア州の他の地域と同じくサービス産業が中心となっている。

## 地理
アレンタウンは北緯40度36分06秒 西経75度28分38秒 / 北緯40.60167度 西経75.47722度に位置する。アメリカ合衆国統計局によると、総面積は46.5km2である。うち45.9km2が陸地で、残り0.6km2が水域である。

### 気候
アレンタウンの気候は蒸し暑い夏と温暖な春・秋、寒い冬に特徴付けられる、四季のはっきりした気候である。ケッペンの気候区分ではフィラデルフィアやニューヨークと同様温暖湿潤気候（Cfa）に属するが、内陸に入る分沿岸部よりも冬の寒さが若干厳しく、実際には亜寒帯湿潤気候に近い。天候は市の北にある標高1,000-1,600フィート（300-500m）のブルーマウンテンと、市の南縁にある標高500-1,000フィート（150-300m）のサウスマウンテンの影響を受ける。
1月の平均気温は最低が-6.7℃、最高が1.7℃である。7月の平均気温は最低が17.8℃、最高が28.3℃である。観測史上最高気温は1966年に記録した40.6℃、観測史上最低気温は1912年に記録した-26.7℃であった。
降雨は年間を通して平均的にあり、ひと月8-12日程度の降雨日がある。初秋と仲冬はやや乾燥する。降雪量は年によって差があり、あまり降らない年もあれば、何回も大量の吹雪が襲う年もある。1月・2月の降雪量は20cmを超える。年間降水量は約1,100mm、年間降雪量は約80cmである。
|               | 1月  | 2月  | 3月  | 4月  | 5月   | 6月  | 7月   | 8月   | 9月  | 10月 | 11月 | 12月 | 年      |
| ------------- | ---- | ---- | ---- | ---- | ----- | ---- | ----- | ----- | ---- | ---- | ---- | ---- | ------- |
| 平均気温（℃） | -2.2 | -1.1 | 3.9  | 10.0 | 16.1  | 21.1 | 23.3  | 22.2  | 18.3 | 12.2 | 6.1  | 0.0  | 11.1    |
| 降水量（mm）  | 81.3 | 73.7 | 91.4 | 94.0 | 104.1 | 88.9 | 109.2 | 109.2 | 99.1 | 76.2 | 96.5 | 91.4 | 1,115.0 |

## 犯罪

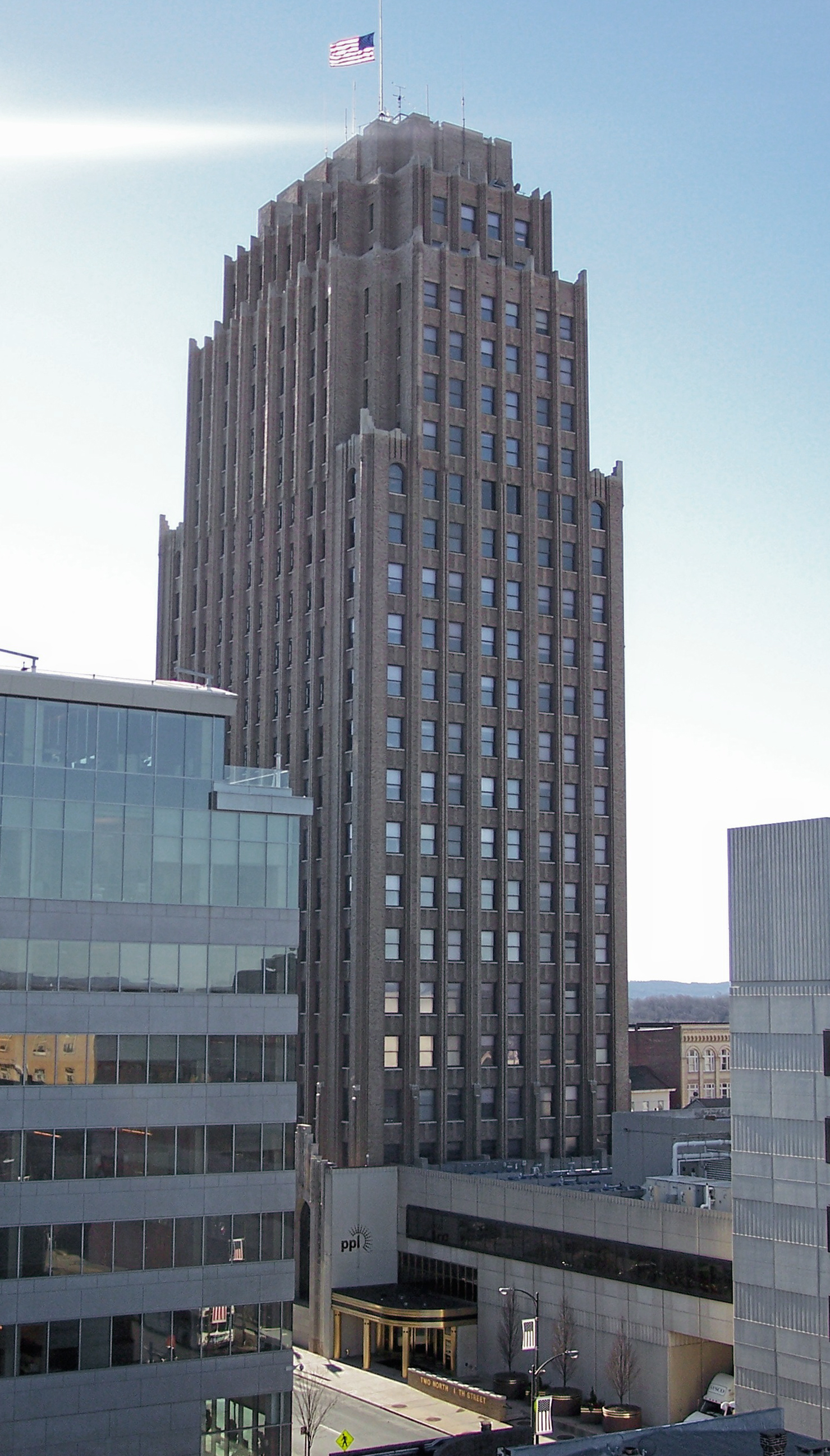
2007年のPPLビル

### 犯罪統計
2006年にFBIに報告されたアレンタウンの刑事犯罪には、約800件の凶悪犯罪と7,000件以上の窃盗犯罪がある。加重暴行という例外はあるものの、アレンタウンはあらゆる犯罪の分類において全米の平均値を上回っている。最も甚だしいのは放火事件数が全米平均の2倍近いことである。他に全米平均を上回っている犯罪は、強盗、殺人および強姦である。
アレンタウンで報告された凶悪犯罪の総数は2003年の全米平均に近い（平均の1.01倍）。一人当たりの犯罪率を全米平均と比べると、強盗で1.54倍、殺人で1.47倍、強姦で1.32倍および加重暴行では0.57倍となっている。
アレンタウンで報告された窃盗犯罪の総数は2003年の全米平均の1.21倍であった。一人当たりの犯罪率を全米平均と比べると、放火で1.71倍、住居侵入窃盗1,23倍、窃盗1.22倍および車窃盗1.08倍であった。

#### ギャングの存在
アレンタウンの犯罪統計は、ギャングが関わる犯罪とギャング間抗争の増加で高くなっている。アレンタウン地区は国内でも最も暴力的な単一ギャング組織と考えられているMS-13の幾つかの根城の1つである。他にも悪名高い暴力的ギャング組織であるブラッズも市内に存在する。この2つやクリップスを含むギャング組織はギャング・シグナルと呼ばれる落書きにも関与しており、典型的なものはあるブロックにギャングがいることを示し、時には近い将来に報復として行われる暴力沙汰や他の犯罪を予告していることもある。近年は違法な薬物取引や売春も増加傾向にある。

## 経済

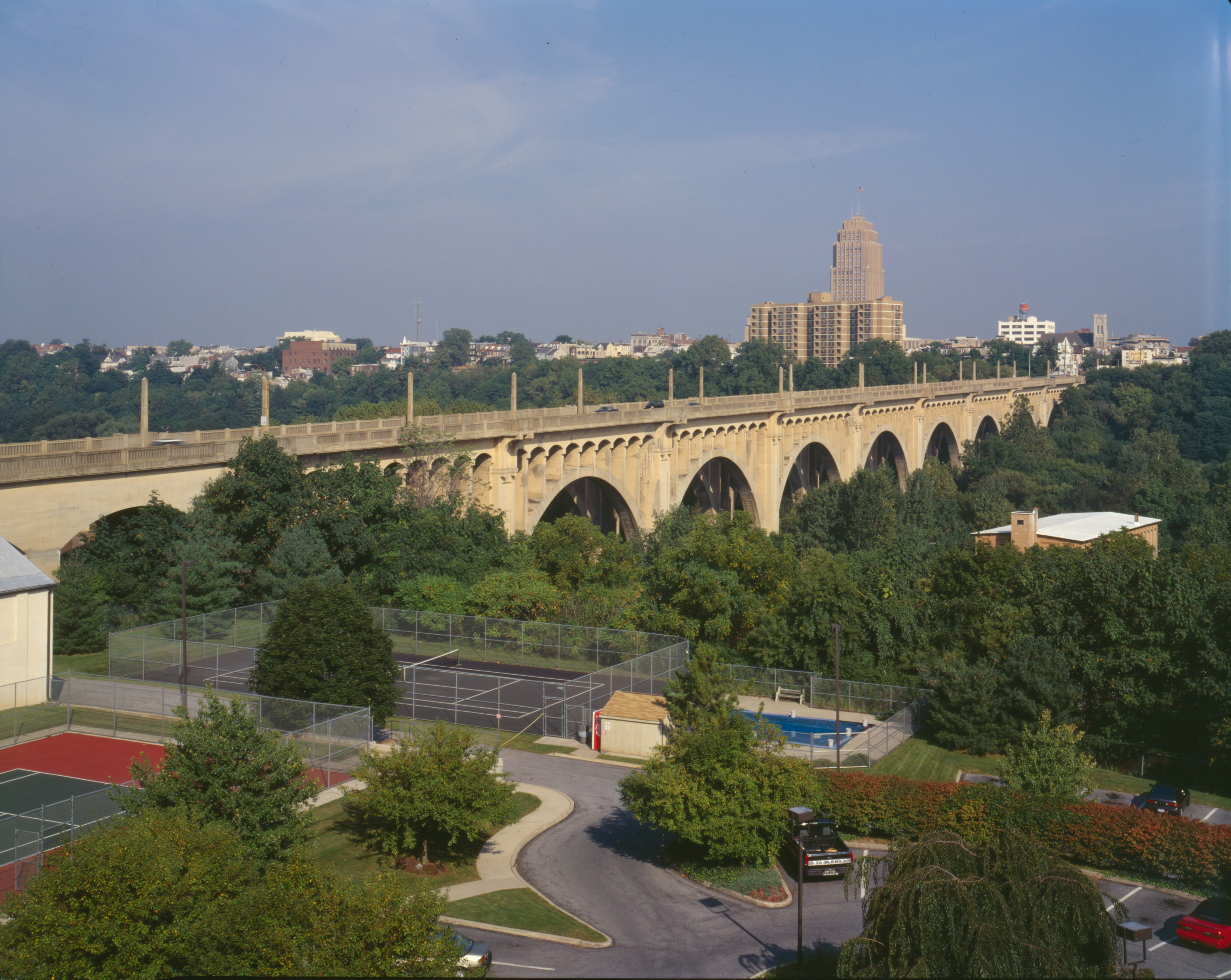
PPLのビルはアレンタウンで一番背が高い。前景にあるのがアルバータス・L・マイアーズ橋

アレンタウンの主要製造業が過去20年間に姿を消した一方で、町には幾つかの大規模世界的企業の本社が存在し続けている。例えば、アジェア・システムズ、エアー・プロダクツ&ケミカルズ、マック・トラックス、オリンパス・コーポレーションUSA、PPLなどである。
アレンタウンで最大の雇用主はリーハイ・バレー病院&健康ネットワークであり、7,800人を雇用している。

## 著名な住人
アレンタウン出身もしくは在住の人物。
- レオン・カー - ブロードウェイの作曲家、テレビのコマーシャル歌作者
- ミカエラ・コンリン - 女優、FOXのBONESに出演
- チャーリー・デント - アメリカ合衆国議会議員
- キース・ドーニー - NFL選手
- ピーター・グルーナー - プロレスリング選手、通称ビリー・キッドマン
- ボブ・ヘフナー - MLB選手
- リー・アイアコッカ - クライスラー会長
- キース・ジャレット - ジャズミュージシャン
- マイケル・ジョーンズ - 、健康管理専門家およびホワイトハウスの元演説原稿作成者
- ティモシー・ケラー - 牧師、著作家
- ジョン・クライン - アメリカ合衆国議会議員
- ブライアン・ノッブズ - プロレスリング選手
- ウィリアム・マーチャント - 戯曲家、映画脚本家
- エド・マカフレー - NFL選手
- ララ・ジル・ミラー - 声優、カートゥーン ネットワークのジュニパー・リーの生活と時間
- アンドレ・リード NFL選手
- アマンダ・サイフリッド -モデル、女優、The CWのヴェロニカ・マーズおよびHBOのビッグ・ラブ
- リチャード・A・スネリング バーモント州知事
- トニー・スチュワート - NFL選手 オークランド・レイダース
- クリスティン・テイラー - 女優、 ベン・スティラーの妻
- ボリス・バレホとジュリー・ベル -ファンタジーとエロチックの芸術家
- ドナルド・ヴアヒーズ（英語版） - 人気音楽番組ベル・テレフォン・アワー（英語版）で26年間オーケストラを指揮し、エミー賞にノミネートされたオーケストラ指揮者、アレンタウン交響楽団（英語版）初代指揮者
- ローレン・ワイスバーガー - 著作家、プラダを着た悪魔

## 大衆文化の中のアレンタウン
アレンタウンはその無骨なブルーカラーの町という国民的評価によって、大衆文化の中で何度も引き合いに出されている。
- ビリー・ジョエルの歌『アレンタウン』の舞台となったことで世界的に知られている。この歌は当初、1982年のアルバム『ナイロン・カーテン』に収録された。この東海岸の工業都市に特徴的である荒々しく鍛えられた生活の中でアレンタウン住人の決意を歌った。この歌には当時衰退していた（現在は無くなっている）ベスレヘム・スチールのある隣のベスレヘム市に関することも含まれている。
- アレンタウンは、有名なブロードウェイミュージカル『42番街』で、前途有望なショーガール、ペギー・ソーヤーの出身地として描かれている。試験公演前に踝を痛めたショーのスターの代役をソーヤーが求められたとき、ディレクターのジュリアン・マーシュに彼女はアレンタウンに戻る方がいいと告げる。マーシュはソーヤーをミュージカルにつなぎ止めようと努める時に、おそらくブロードウェイの歴史の中で最も有名な歌詞を歌って聞かせる。「こっちに来てブロードウェイの子守歌をお聴きなさい」このことでソーヤーは留まる決心をする。ミュージカルの開演の夜、幕が開く直前に、架空のアレンタウン生まれを有名にし、今やしばしば繰り返されるブロードウェイにまつわる台詞の一節をマーシュが告げる。「あなたは子供時分をあちらで（地味に）過ごしてきたけれど、今やスターにならなければなりません」。ソーヤーは驚くべき大当りをとり、彼女を主役とするマーシュのミュージカルは大成功を収める。
- アレンタウンにあるドーニー・パークはジョン・ウォーターズの1988年の映画『ヘアスプレー』や1968年の映画『天使の行くところ、トラブルが付いてくる』のロケが行われた所である。2006年、パワー・ポップ・グループのオールアメリカン・リジェクツはその歌『汚れた小さな秘密』の音楽ビデオの撮影で、ドーニー・パークや他のアレンタウン地域の場所でロケした。
- アレンタウンはアービング・ゴードンの歌『アレンタウン監獄』の主題であり、この歌はザ・キングストントリオ、ザ・レターメン、ザ・シーカーズおよびジョー・スタッフォードなど何組かの歌手によって録音されている。
- アレンタウンはCBSで1955年から1959年まで放映された喜劇シリーズ『ザ・フィル・シルバーズ・ショー』の配役ドーベルマンの故郷であった。

## メディア

### 新聞
アレンタウンに本拠を置く新聞は日刊紙の『ザ・モーニング・コール』と週刊の芸術と娯楽紙『パルス・ウィークリー』がある。

### テレビ
アレンタウンはフィラデルフィアメディア市場の一部である。ただし、ニューヨーク市やスクラントン/ウィルクスバレのラジオ、テレビも視聴できる。アレントンには2つのテレビ局がある。WLVT Channel 39 (PBS系列)とWFMZ Channel 69（独立放送局）である。またアメリカ合衆国の中で2つのケーブルテレビ局がある数少ない都市の1つである。RCNとサービス・エレクトリックである。合衆国の大半の場所では市政府との排他的契約によりケーブルテレビ局が1つである。両者それぞれに地元に根差す番組を制作している。

### ラジオ
アレンタウンはアービトロンのランク付けでは、全米で68番目のラジオ市場である。アレンタウンとその近郷のラジオ局は以下の通り。
- WAEB-AM、ニューズ、トークおよびスポーツ
- WAEB-FM（通称"B104"）、ヒット・ミュージック
- WCTO（通称"Cat Country 96"）、カントリー・ミュージック
- WDIY、公共放送、オールターナティブ・ロック、オーセンティック・カントリー、ブルース、クラシック音楽、フォーク、ジャズ、地方ニューズ、地方トーク、 系列局のトークショーとワールドニューズ
- WGPA（通称"Sunny 1100"）、バラエティ、トーク、音楽（ポルカとオールディーズが多い）
- WLEV、ソフトロック
- WMUH（ミューレンバーグ・カレッジラジオ局）、ヘビーメタル、ハードロック、ロック、オールターナティブ・ロック、全国と地元のトーク
- WSAN、クリアチャネル、フォックス・スポーツとフィラデルフィア・フィリーズのリーハイ・バレーにおける系列局
- WZZO（通称"Z-95"）、ハードロック

## 教育

### 公的学校
アレンタウンの教育はアレンタウン通学区によって運営されている。これはペンシルベニア州では4番目に大きな学区であり、17,521人の学生がいる（2004年から2005年の入学者データに基づく）。
市内には2つの高校（グレード9から12）があり、ウィリアム・アレン高校は主に市の南部と西部の高校生向け、ルイ・E・ディラッフ高校は主に市の東部と北部の高校生向けである。市の領域外ではあるが、エマオ高校、パークランド高校、ホワイトホール高校、ソールズベリー高校およびキャタソーカ高校の5校も学区に含まれる。
アレンタウン地区の各高校はリーハイ・バレー・カンファランスで運動能力を競い合う。ただし、やや生徒数の少ないソールズベリー高校とキャタソーカ高校は参加しない。アレンタウンの高校はJ・バーニー・クラム・スタジアムをホームグラウンドとしてアメリカン・フットボールを行う。この競技場は15,000人の収容力があり、かっては州内でも最大の高校用競技場として有名だった。
この学区には4つの中等学校（グレード6から8）がある。フランシス・D・ローブ、ハリソン・モートン、サウスマウンテン、トレクスラーの各中等学校である。グレード5まで小学校は16校有り、セントラル、クリーブランド、ハイラム・W・ドッド、ジャクソン、ジェファーソン、リーハイ・パークウェイ、リンカーン、マッキンリー、ミッドウェイ・マナー、モッサー、ミューレンバーグ、リッター、ルーズベルト、シェリダン、ユニオン・テラスおよびワシントンの各小学校である。幾つかの中等学校は5年生でも入れる。
アレンタウン通学区にはロバート・クレメント・チャータースクールがあり、主にグレード6から12までのヒスパニック系生徒を教育するタイトル1のチャーター・スクールである。

### 私立学校
教区経営の高校が2つ、アレンタウン・セントラル・カトリック高校とリーハイ・バレー・クリスチャン高校があり、市内と近郷から生徒を集めている。他にアレンタウンにある教区経営の学校（全学年）には、カセドラル・オブ・セントキャサリン・オブ・シエナ・スクール、ホーリー・スピリット・スクール、リーハイ・クリスチャン・アカデミー、マーシー・スペシャル・ラーニング・センター、アワー・レディ・ヘルプ・オブ・クリスチャンズ・スクール、セイクリッド・ハート・スクール、セントフランシス・オブ・アシシ・スクール、セントポール・スクールおよびセントトマス・モア・スクールがある。アレンタウンの教区経営学校がローマカトリックアレンタウン教区によって運営されている。グレイス・モンテッソーリ・スクールは就学前と低学年のためのモンテッソーリ学校であり、グレイス・エピスコパル教会の奉仕活動として運営されている。無宗派の私立学校スウェイン・スクールは1929年の創設であり市内にある。

### 高等教育
4年生のカレッジが2つ、シダークレスト大学とミューレンバーグ・カレッジが市内にある。

## スポーツ
| クラブ名                         | 連盟                    | 競技場               | 設立年 | 優勝歴 |
| -------------------------------- | ----------------------- | -------------------- | ------ | ------ |
| リーハイバレー・アイアンピッグス | トリプルAイースト、野球 | コカ・コーラ・パーク | 2008年 | 0      |

アレンタウンはフィラデルフィア・フィリーズ傘下のAAA級リーハイバレー・アイアンピッグスのホームタウンである。ホームスタジアムはアレンタウンの東側に位置するコカ・コーラ・パークで、最大収容人数1万人（うち芝生席が1900席）の天然芝の球場である（2008年竣工）。
また、1997年から2003年まで、ノーザンリーグに所属したアレンタウン・アンバサダーズの本拠地でもあった（現在は解散）。

## 交通

### 空路
市の玄関口となる商業空港はリーハイ・バレー国際空港であり、市の北東3マイル (5 km)のハノーバー・タウンシップにある。またアレンタウン・クィーン・シティ市民空港があり、2本の滑走路を備えた民間航空設備として、連邦航空局の東部地区により2006年の民間空港賞を受賞した。クィーン・シティ市民空港はゼネラル・アビエーションと呼ばれる、自家用機やチャーター機の発着に主に用いられている空港である。

### バス路線
市内の公共輸送はリーハイ&ノーザンプトン交通公社によって運営され、リーハイ郡とノーザンプトン郡にバス路線がある。民営バス路線では毎日ほぼ24時間、ニューヨーク市の港湾公社バス・ターミナルやフィラデルフィア、アトランティックシティなど多方面に往復便を走らせている。

### 道路
アレンタウン地区には4本の高速道路が走り、市内に入る出口がある。
- 州間高速道路78号線、西はハリスバーグから東はニューヨーク市のホランド・トンネルまで
- ペンシルベニア・ターンパイクの北東延伸路、南はフィラデルフィア市外のプリマス・ミーテイングから北は州間高速道81号線のクラークス・サミットまで
- ペンシルベニア州道309号線、南のフィラデルフィアから北のポコノスまで
- アメリカ国道22号線、西はオハイオ州シンシナティから東のニュージャージー州ニューアークまで

市内に入る主要道路は9本ある。ペンシルベニア州道987号線（空港道路）、シーダー・クレスト・ブールバード、フラートン・アベニュー、ペンシルベニア州道222号線、リーハイ・ストリート、マウチ・チャンク道路、ペンシルベニア州道145号線（マッカーサー道路）、ティルマン・ストリートおよびユニオン・ブールバードである。

### 鉄道
アレンタウンは民営鉄道の地域中心である。現在、ノーフォーク・サザン鉄道の主要操車場がアレンタウンにある。R・J・コーマン鉄道も乗り入れている。昔はセントラル・レールロード・オブ・ニュージャージー、コンレール、リーハイ・アンド・ニューイングランド鉄道、リーハイ・バレー鉄道およびレディング鉄道が来ていた。現在は旅客用鉄道が無いが、アレンタウン地区でかっては旅客用に使われていた駅の幾つかが現在の民営用途によって保存されている。サウスイースタン・ペンシルベニア交通公社との契約でコンレールが運行したベスレヘム＝フィラデルフィア線の一部が最後の公営鉄道であったが、1979年に営業を止めた。

## 公園とリクリエーション

### 市民公園
市民公園の多くは実業家ハリー・クレイ・トレクスラーの努力に帰せられる。トレクスラーは1900年代初期の都市美運動に刺激され、当時は市の高級住宅街だった地区に6.59エーカー (2.6 ha)のウエストパークを造った。トレクスラーはトレクスラー・パーク、シーダー・パークウェイ、アレンタウン市民ゴルフコースおよびリーハイ・パークウェイ沿いのトラウト保育園の開発も援助した。トレクスラーはトレクスラー・トラストの開発も責任を持って行い、今日のアレンタウン公園システムの維持と開発のための個人基金を供給し続けている。
アレンタウンの市民公園には、二百年記念公園（スポーツ行事のために4,600席の小さなスタジアムが建設された）、シーダー・クリーク・パークウェイ（ミューレンバーグ湖、シーダー海岸およびマルコーム・W・グロス記念バラ園を含む127エーカー (50 ha)）、イーストサイド貯水池（15エーカー (6 ha)）、キムメッツ・ロック・パーク（5エーカー (2 ha)）、リーハイ運河公園（55エーカー (22 ha)）、リーハイ・パークウェイ（999エーカー (420 ha)）、オールド・アレンタウン墓地（4エーカー (1.6 ha)）、ジョーダン・パーク、サウスマウンテン貯水池（157エーカー (63 ha)）、トレクスラー記念公園（134エーカー (54 ha)）、トラウト・クリーク・パークウェイ（100エーカー (40 ha)）、ユニオン・テラス（19エーカー (8 ha)）およびウエストパーク6.59エーカー (2.6 ha)がある。

### 祭り
1986年に始まった芸術と工芸の祭り、メイフェア・フェスティバル・オブ・ジ・アーツは毎年5月にシーダー・ビーチ・パークで開催される。グレート・アレンタウン・フェアは毎年9月初めにアレンタウン・フェアグラウンズで開催され、ここでの開催は1889年から続いている。最初のアレンタウン・フェアは1852年に開催され、この時から1889年までは、5番街と6番街の間のリバティ・ストリートの北にある「オールド・アレンタウン・フェアグラウンズ」で開催されていた。J・バーニー・クラム・スタジアムでは1995年以降毎年、カレッジエイト・マーチングバンド・フェスティバルが開催され、その他のマーチングバンド・フェスティバルや競技会も開かれる。

### スタジアム
市内には2つの大人数収容屋外スタジアムがある。コカコーラ・パークは7,000席の収容力があり、2007年に建設され、リーハイ・バレー・アイアンピッグズのホームグラウンドとして使われる。J・バーニー・クラム・スタジアムはリーハイ・バレー・カンファランスのフットボールや他の目的に使われ収容力は15,000席を超えている。
大規模の屋内スタジアムは無いが、主要な屋内スポーツやコンサートなどの行事は隣のベスレヘムにあるステイブラー・アリーナで開催される。

### その他のリクレーション
市内にあるその他のリクレーションの場所としては、アレンタウン市民ゴルフコース、シーダー・ビーチ・プール、ドーニーパーク&ワイルドウォーター・キングダム、ファウンテン・プール、アービング・プール、ジョーダン・プール、リーハイ・バレー動物園およびマック・プールがある。

## 名所および人気のある場所
主要記事：w:List of historic places in Allentown, Pennsylvania
- アルバータス・L・マイアーズ橋
- アレンタウン墓地公園（1765年設立）アメリカ独立戦争と米英戦争で戦った地元の退役兵が埋葬されている。
- アレンタウン郵便局（1933年から1934年に建設）地元の歴史を題材にしたニューヨークの画家ギフォード・レイノルズ・ビールによる壁画がある。
- アレンタウン・シンフォニー・ホール* ブックマン・ハウス（オックスフォード・グループを設立し、道徳再武装宗教運動を推進したフランク・N・D・ブックマン (1878-1961)の家）
- ビュッツ・グロフ・ハウス（1872年建設、地元の弁護士サミュエル・A・ビュッツの家）
- 中央広場および兵士と水兵の碑（1889年建立）南北戦争に従軍した第47ペンシルベニア志願兵隊の退役兵を顕彰する碑
- ウィリアム・F・カーティス植物園、シーダー・クレスト・カレッジ内
- ドーニーパーク&ワイルドウォーター・キングダム
- ファーマーズマーケット、アグリカルチャルホール、ザ・リッツ、アレンタウン・フェアグラウンズ（1889年建設）およびアレンタウン・フェア（1852年開始）
- ヘス百貨店（1996年閉店、2000年解体）
- ホメオパシー療法法銘板、世界でも初めてホメオパシー薬品に特化した医科大学の場所を示す印。1835年設立、1845年に破産した後、フィラデルフィアに移され、今日のハーネマン大学病院に発展した。
- J・バーニー・クラム・スタジアム、アレンタウンの高校のアメリカンフットボール・チームが使うホームフィールド（かってはペンシルベニア州でも最大の高校用競技場であった）
- ミューレンバーグ・カレッジ、アレンタウンの西側に位置する
- オールド・アレンタウン墓地（1846年設立）市長を2期務め、南北戦争に従軍した第47ペンシルベニア志願兵隊の指揮官だったティルマン・グッド (1830-1887)が埋葬されている。
- オールド・コートハウス郡博物館
- オールド・シオン改革派教会および自由の鐘聖体博物館。アレンタウン中心部ハミルトン・ブールバードにあり、1777年には自由の鐘が一時的に置かれていた。.
- ポートランド・プレイス（リーハイ・ポートランド・セメント会社の元本社）1902年建設、1939年から1940年にアールデコ調に改装。正面玄関の上にオロンジオ・マルダレリによるガラス・レリーフがある。装着された時は世界でも最大のガラス壁画であった。会社が移る時に新しいロビー内に特徴ある彫刻を置いた。
- PPLビル
- 独立戦争銘板。独立戦争病院の場所を示す印。
- トラウトホール（1770年建設）アレンタウンでは最古の建物。アレンタウンの建設者ウィリアム・アレンが所有していた。
- ヨッコのホットドッグズ

## 博物館および文化的組織
主要記事：w:Culture of Allentown, Pennsylvania
| - アレンタウン美術館 - アレンタウン音楽隊 - アレンタウン交響楽団 - ボーム芸術学校 - アレンタウン市民劇場 - ダ・ビンチ科学センター - リーハイ郡歴史協会およびリーハイ・バレー文化遺産センター博物館 - リーハイ・バレー芸術委員会 | - レニ・レナペ歴史協会インディアン文化博物館 - 自由の鐘聖体および博物館 - アレンタウン海軍軍楽隊 - アレンタウン市民音楽隊 - MunOpCo音楽劇場 - アレンタウンパイオニア音楽隊 - アウトレット劇場 |

## 人口動態

### 都市圏人口
アレンタウンの都市圏を形成する各郡の人口は以下の通りである（2010年国勢調査）。
アレンタウン・ベスレヘム・イーストン都市圏
| 郡               | 州                 | 人口      |
| ---------------- | ------------------ | --------- |
| リーハイ郡       | ペンシルベニア州   | 349,497人 |
| ノーサンプトン郡 | ペンシルベニア州   | 297,735人 |
| ウォーレン郡     | ニュージャージー州 | 108,692人 |
| カーボン郡       | ペンシルベニア州   | 65,249人  |
| 合計             | 合計               | 821,173人 |

### 市域人口推移
以下にアレンタウン市における1850年から2010年までの人口推移をグラフおよび表で示す。
| 統計年 | 人口      |
| ------ | --------- |
| 1850年 | 3,703人   |
| 1860年 | 8,025人   |
| 1870年 | 13,884人  |
| 1880年 | 18,063人  |
| 1890年 | 25,288人  |
| 1900年 | 35,416人  |
| 1910年 | 51,913人  |
| 1920年 | 73,502人  |
| 1930年 | 92,563人  |
| 1940年 | 96,904人  |
| 1950年 | 106,756人 |
| 1960年 | 108,347人 |
| 1970年 | 109,871人 |
| 1980年 | 103,758人 |
| 1990年 | 105,301人 |
| 2000年 | 106,632人 |
| 2010年 | 118,032人 |

## 姉妹都市
- イスラエル、マアロット・ターシハ
- イタリア、ヴィンチ
- ポーランド、ルロウ

双子市
- ベスレヘム
- イーストン